# Bureau of Industry and Security
Das Bureau of Industry and Security (BIS, etwa Amt für Industrie und Sicherheit) ist eine Teilbehörde des Handelsministeriums der Vereinigten Staaten, das mit Hochtechnologie und Nationaler Sicherheit befasst ist.

## Aufgaben
Die Hauptaufgabe des BIS besteht in der Sicherung der nationalen Sicherheit der Vereinigten Staaten auf verschiedenen Ebenen. Hierzu kontrolliert sie u. a. die Exporte von sensiblen Waren wie z. B. Massenvernichtungswaffen und Dual-Use-Gütern. Zusätzlich ist das BIS für die Umsetzung der Export Administration Regulations (EAR) zuständig, die die Ausfuhr und Wiederausfuhr der meisten kommerziellen Produkte regeln.
Darüber hinaus obliegt dem BIS die Sicherstellung der Befolgung internationaler Abkommen, wie z. B. des Wassenaar-Abkommen. Weiterhin berät das BIS US-amerikanische Unternehmen bei der Einhaltung internationaler Handelsvereinbarungen.

## Standorte und Leitung
Sitz der Behörde ist Washington, D.C. Das BIS hat auch Büros außerhalb der USA. Diese Überseebüros sind in der Volksrepublik China, Indien, Russland und den Vereinigten Arabischen Emiraten eingerichtet.
Behördenleiter ist ein Unterstaatssekretär (Under Secretary of Commerce for Industry and Security); derzeit ist dies Jeremy Pelter.